# Zakonska regulativa za nošenje i posjedovanje oružja
Zakonska regulativa za nošenje i posjedovanje oružja određuje pravila o vatrenom oružju, zračnom oružju, plinskom oružju i oružju za signalizaciju, rasprskavajućem oružju, oružju s tetivom i hladnom oružju. 
Regulira između ostalog odobrenje za posjedovanje, trgovinu, kupovinu i pohranjivanje oružja i streljiva.

## Zakonska regulativa u Hrvatskoj
Regulativa za nošenje i posjedovanje oružja zakonski je određena Zakonom o oružju.

## Vanjske poveznice
- Zakon o oružju, narodne novine
- Zakon o oružju, N.N. 46/97, pročišćeni tekst, poslovni forum